# لوگان‌ایر
لوگان‌ایر (به انگلیسی: Loganair) یک شرکت هواپیمایی با کد یاتا LM است که در ۱۹۶۲ میلادی تأسیس شده‌است. قطب لوگان‌ایر در فرودگاه بین‌المللی گلاسگو قرار دارد.